# 浙江省义乌中学
浙江省义乌中学，是一所位于浙江义乌的重点中学，浙江省首批一级重点中学之一。原校址为绣湖边的孔庙，乃明清两代之学宫。现校址位于义乌黎明湖畔白彦山下。元末明初的文史学家王祎，曾经隐居于此青岩山上，著书立说。

## 学校历史
- 1924年6月至1927年8月，义乌县立中学筹建阶段
- 1927年9月，义乌县立初级中学成立，以县文庙、节孝祠及宗泽公祠等遗址为校舍，招新生。
- 1928年4月，冯雪峰来校任教。
- 1930年春，陈望道首次来校讲学。
- 1931年至1936年，先后附设一年制简师班，三年制师讲班，四年制师范简易科各一班。
- 1938-1946.1，抗战期间，校址十迁。
- 1949年6月，学校由义乌县人民政府接管。
- 1952年9月，学校设立高中班，正式定名为“浙江省义乌中学”。
- 1966年至1969年，学校暂停招生。
- 1978年，学校定为县重点中学。
- 1981年，学校始列为重点中学。
- 1988年8月，停止初中招生。
- 1995年9月，首批被评为省一级重点中学。
- 2002年，学校迁入新校区。

## 校训
校训：诚正勤毅(新校训）
校风：刻苦求实,励志创新(旧校训)

## 知名校友
- 湖畔诗人冯雪峰
- 央视雙語主持人季小军
- 国民党副主席蒋仲苓
- 感动中国十大人物王选(社会活动家）

## 教育成果
著名化学家金松寿。
先后培养了李红军、金立杨、骆俐倩、陈春仙、蒋殷睿等浙沪高考状元。
化学奥赛金牌得主杨晶辉（2012）、李维一（2017）等；全国物理竞赛金牌得主龚卓成（2015）等。

## 学校荣誉
1981年浙江省首批重点中学
1995年浙江省首批省一级重点中学
2014年浙江省首批一级普通高中特色示范学校
金华市劳动模范集体
浙江省群众体育先进单位
浙江省依法治校示范校
浙江省教科研百强校
浙江省中小学美丽校园
北京大学化学与分子工程学院教育实习与实践基地
全国学生营养与健康示范校
全国绿化模范单位
国家级外语实验学校

## 历任校长
- 朱元松 代理校务 1927年9月-1927年11月
- 朱式欧 校长 1927年12月-1932年4月
- 陈志仁 代校长 1932年4月-1932年7月
- 黄国铭 校长 1932年7月-1938年8月
- 刘文革 校长 1938年8月-1940年8月
- 何其鲁 校长 1940年8月-1942年1月
- 金祖慈 校长 1942年1月-1942年5月
- 王同德 校长 1943年8月-1944年8月
- 朱启承 校长 1944年8月-1946年1月
- 黄钟瑞 校长 1946年1月-1949年1月

### 中共建政后
- 楼仁爱 校务主任 1949年8月-1950年7月
- 何章陆 校务主委 1950年7月-1954年10月
- 毛  纭 校长 1954年12月-1956年4月
- 桑乐文 校长 1958年3月-1968年1月
- 李继良 革委会主任 1968年1月-1970年9月
- 金惠民 革委会主任 1970年9月-1977年8月
- 金允海 革委会主任 1977年8月-1979年3月
- 金允海 校长 1974年4月-1982年10月
- 楼良茂 校长 1982年10月-1984年4月
- 何一之 校长 1984年4月-1994年8月
- 金延风 校长 1994年8月-2002年4月
- 朱  斌 校长 2002年4月-2009年5月
- 方维华 校长 2009年6月-2014年11月
- 朱跃望 校长 2014年7月-2020年9月
- 吴彩军 校长 2020年9月-至今